# Ispit
Ispit ili test (lat. testum, od testari - svjedočiti), označava postupak kojim se utvrđuje razina pojedinih znanja, vještina ili sposobnosti. Svrha ispita je utvrditi je li ispitivana osoba u stanju izvršavati određeni posao ili posjeduje li dovoljno znanja da bi mogla pohađati određenu obrazovnu instituciju. Ispitivanje se provodi vrši kroz postavljanje pitanja na koje ispitivana osoba treba odgovoriti, problema koje treba riješiti ili određenih zadataka koje treba obaviti. Ispitivanje može biti pred pojedincem ili višečlanom komisijom. Može biti u usmenom i pismenom obliku. Ispitivana osoba na kraju ispita najčešće dobije ocjenu (koja može biti pozitivna ili negativna) ili svjedožbu ili diplomu o položenom ispitu.
Vrste ispita mogu biti:
- prijemni ispit, čija je svrha utvrditi je li ispitivana osoba kvalificirana za pohađanje, odnosno upis u određenu obrazovnu ustanovu;
- stručni ispit, čija je svrha utvrditi ima li ispitivana osoba znanja i vještine nužne za obavljanje neke profesionalne djelatnosti, jedan od primjera je pravosudni ispit nužan za profesionalno bavljenje pravom;
- matura (državna matura), „ispit zrelosti” nakon srednje škole;